# El Bordo, Chihuahua
El Bordo är en ort i Mexiko.   Den ligger i kommunen Morelos och delstaten Chihuahua, i den västra delen av landet, 1 200 km nordväst om huvudstaden Mexico City. El Bordo ligger 1 495 meter över havet och antalet invånare är 148.
Terrängen runt El Bordo är huvudsakligen kuperad, men åt sydost är den bergig. El Bordo ligger uppe på en höjd. Runt El Bordo är det mycket glesbefolkat, med 7 invånare per kvadratkilometer. Närmaste större samhälle är Rancho Mesa los Leales, 15,2 km öster om El Bordo. I omgivningarna runt El Bordo växer huvudsakligen savannskog.